# استخوان اسفنجی
استخوان اسفنجی یا استخوان کنسلوس (انگلیسی: Cancellous bone) یکی از دو نوع بافت استخوانی است که استخوان‌های بدن را می‌سازند. نوع دوم، استخوان قشری (استخوان متراکم) نام دارد.
قسمت داخلی استخوان‌ها از جنس بافت استخوان اسفنجی است. استخوان اسفنجی بسیار متخلخل است. در این استخوان‌ها سیستم هاورسی وجود ندارد. شکل میکروسکوپی استخوان اسفنجی به صورت تیغه‌هایی است که به صورت سه‌بعدی در کنار هم قرار گرفته و در فضای داخلی بین این تیغه‌ها بافت چربی و مغز استخوان و عروق خونی قرار می‌گیرند. وظیفه اصلی مغز استخوان تولید سلول‌های خونی است.
در استخوان‌های کوتاه بافت اسفنجی بخش اعظم آن را تشکیل میدهد و این بافت در مرکز آن استخوان قرار دارد. 
*بافت استخوانی اسفنجی در وسط استخوان های کوتاه و پهن و در دوطرف استخوان های دراز و باریک قرار دارد*